# 安顺廊桥
 安顺廊桥，是位于中国四川省成都市的一座廊桥。它横跨锦江，其上还有一家餐馆。 

## 历史
历史上安顺桥曾多次因洪水损毁。现在的安顺廊桥建于2003年，以代替1980年代被洪水摧毁的旧桥。
13世纪时，马可·波罗撰写了关于中国几座桥梁的文章，而安顺桥就是其中之一。  